# Възнесение Господне (Бреница)
„Възнесение Господне“ или „Свети Спас“ е православна църква в плевенското село Бреница, част от Врачанската епархия на Българската православна църква.

## История
Църквата е построена през 1870 година. Преди изграждането на църква, християнските обреди се извършвали в училището, което било при Байрактарите. В църковния двор е имало килийно училище, което било разрушено и с камъните от него е направена оградата на двора.
В 1890 година е направена пристройка, а в 1900 година протойерей Върбан Бачовски и кметът Марин Йончовски правят ремонт, като дървеният иконостас е заменен с тухлен и каменните плочи на покрива са заменени с цигли. В 1930 – 1931 година при протойерей Цено Пандурски е пристроена камбанарията на запад. Живописта в храма е от 1898 година, дело на тайфата на дебърския майстор Мирон Илиев, в която влизат Велко Илиев, Григорий Петров и Мелетий Божинов.